# Näldsjön
Näldsjön est un lac en Suède. Il est situé en Offerdal, Aspås et Näskott dans la province de Jämtland. Sur sa rive se trouvent les villages d'Änge, Lungret, Stavre, Könsta, Nälden et Aspåsböle.